# آرثر بارتولوميو
آرثر بارتولوميو (21 فبراير 1846 في المملكة المتحدة - 29 مارس 1940) (بالإنجليزية: Arthur Bartholomew)‏ هو لاعب كريكت بريطاني وبريطاني (وحمل سابقاً جنسية المملكة المتحدة لبريطانيا العظمى وأيرلندا). لعب مع نادي الكريكت في جامعة أكسفورد ‏.

## وصلات خارجية
- آرثر بارتولوميو على موقع إي آس بي آن كريك إنفو (الإنجليزية)